# Toc toc
Toc toc est une pièce de théâtre écrite par Laurent Baffie, créée en 2005 au théâtre du Palais-Royal à Paris. Jouée pendant plus de deux ans et demi, elle a été reprise au Québec et en Belgique, puis traduite et jouée en Espagne par Julián Quintanilla, et en Catalogne par Jordi Galceran.

## Synopsis
Le Dr Stern, de renommée mondiale, est un spécialiste des troubles obsessionnels compulsifs ou « TOC ». Il ne consulte que très rarement en France. Les six personnes qui bavardent dans sa salle d’attente ont dû patienter de nombreux mois pour obtenir une consultation. Mais l’éminent thérapeute  se fait attendre, bloqué à Francfort par les aléas du transport aérien. Devisant ensemble, jouant au Monopoly pour tromper leur ennui, les patients vont apprendre à se connaître et même tenter une thérapie de groupe… ponctuée par les incontrôlables tocs des uns et des autres.

## Distribution
Création au Palais-Royal :
- Bernard Dhéran : Frédéric, dit Fred
- Daniel Russo ou Xavier Letourneur : Vincent (alias « 20 100 »)
- Claire Maurier : Marie
- Sophie Mounicot (également interprété par Aude Thirion et Françoise Pinkwasser) : Blanche
- Marilou Berry (également interprété par Zoé Nonn) : Lily
- Yvon Martin : Bob
- Marie Cuvelier : La secrétaire du Dr Stern

Tournée 2012 :
- Gérard Hernandez : Fred
- Stéphane Boucher : Vincent
- Josette Stein : Marie
- Dominique Mérot : Blanche
- Leslie Lavandier : Lily
- Clément Koch : Bob
- Melisa Leoni : La secrétaire du Dr Stern

Janvier 2016 :
- Popeck : Fred
- Stéphane Boucher : Vincent
- Danièle Evenou : Marie
- Tatiana Gousseff : Blanche
- Tiphaine Haas : Lily
- Benjamin Baffie : Bob
- Kym Thiriot : La secrétaire du Dr Stern

Depuis avril 2017:
- Georges Beller  : Fred
- Arsène Mosca : Vincent
- Isabelle Péan  : Marie
- Tatiana Gousseff  : Blanche
- Marion Lahmer  : Lily
- Benjamin Baffie : Bob
- Floriane Chappe ou Anita Robillard : la secrétaire du Dr Stern

## Les TOC des personnages
- Fred est victime du syndrome de Gilles de La Tourette. Il ponctue régulièrement ses phases de grossièretés (le plus souvent à connotation sexuelle), aussi inattendues que gênantes ;
- Vincent est atteint d'arithmomanie : il effectue en permanence des calculs mentaux sur tout et n'importe quoi ;
- Marie vérifie 10 fois qu'elle a bien éteint une lampe ou fermé la porte à clé avant de quitter son domicile. Elle est également atteinte de sidérodromophobie : elle a toujours peur de rater son train ;
- Blanche est atteinte de nosophobie : elle est maniaque de la propreté et doit, entre autres, se laver les mains toutes les dix minutes ;
- Lili, souffrant de palilalie et d'écholalie, ne peut s'empêcher de répéter chacune des phrases qu'elle prononce ;
- Bob est obsédé par la symétrie et ne peut pas marcher sur des lignes.

## Représentations
La pièce s'est jouée au théâtre du Palais-Royal, à Paris, du 13 décembre 2005 au 28 juin 2008. Elle fait régulièrement l'objet de tournées en régions.
Après sept mois à la Grande Comédie, Toc Toc s'installe au Palace à partir du 13 janvier 2018.

## Récompense
- Molières 2006 : Molière de la révélation théâtrale pour Marilou Berry.

## Adaptations
La pièce a été adaptée au cinéma en Espagne : Toc toc (es), réalisé par Vicente Villanueva, est sorti en 2017 en Espagne. En France 
il est sorti directement sur Netflix en 2018.
La pièce a été traduite en alsacien par Christophe Welly. Cette version alsacienne a été présentée par le Théâtre alsacien de Haguenau dans une mise en scène de Christian Meyer en janvier 2025 au théâtre municipal de Haguenau,.
La distribution:
Dominique Siedel: Fred
Denis Beck: Vincent
Marie-Reine Geldreich: Blanche
Sylvie Lebeau: Marie
Aurélie Geldreich: Lili
Florian Geldreich: Bob
Martine Hansz: l'assistante 